# Unbinilium
L'unbinilium (symbole Ubn) est la dénomination systématique de l'UICPA pour l'élément chimique hypothétique de numéro atomique 120, parfois encore appelé eka-radium en référence à la désignation provisoire des éléments par Dmitri Mendeleïev, et presque toujours appelé élément 120 dans la littérature scientifique. Dans le tableau périodique, cet élément se trouverait en deuxième position sur la 8e période, avec des propriétés peut-être semblables à celles d'un métal alcalino-terreux appartenant au bloc s. En raison d'effets relativistes qui compriment son orbitale 8s, il serait moins réactif que le radium et le baryum, et présenterait des propriétés chimiques plus proches de celles du strontium sur la période 5 que de celles du radium sur la période 7 ; son rayon atomique serait par ailleurs du même ordre que celui du radium.
L'élément 120 a attiré l'attention des chercheurs car certaines prédictions l'ont un moment situé au cœur d'un îlot de stabilité, certaines versions de la théorie de champ moyen relativiste prévoyant en effet que le nucléide 304120 soit « doublement magique », avec 120 protons et 184 neutrons ; cet îlot de stabilité a par la suite été situé autour du copernicium et du flérovium.
Malgré de nombreuses tentatives de la part d'équipes allemandes et russes pour le synthétiser, cet élément n'a jamais pu être observé. Les données expérimentales acquises au cours de ces expériences ont montré que les éléments de la période 8 seront bien plus difficiles à observer que ceux des périodes précédentes, et que l'élément 119 pourrait de ce point de vue être le dernier à pouvoir être détecté avec les technologies actuelles, l'élément 120 demeurant pour l'heure inaccessible.

## Introduction à la synthèse des noyaux superlourds

### Principes généraux
Les éléments superlourds comme l'élément 120 sont obtenus par fusion nucléaire. En fonction de l'énergie d'excitation du noyau obtenu, on parle de « fusion chaude » ou de « fusion froide », cette dernière n'ayant, dans le contexte de la synthèse de noyaux atomiques superlourds, aucun rapport avec le concept médiatique de « fusion froide » désignant d'hypothétiques réactions « nucléaires » à pression et température ambiantes.
- Dans les réactions de fusion chaude, des projectiles légers sont très fortement accélérés pour percuter des cibles d'actinides très massives, ce qui donne des noyaux composés fortement excités (~40 à 50 MeV) évoluant par fission ou par évaporation de quelques neutrons (typiquement 3 à 5)[5].
- Dans les réactions de fusion froide, les projectiles sont plus lourds (généralement issus de la 4e période) et les cibles sont plus légères (constituées de plomb ou de bismuth par exemple), de sorte que les noyaux résultants sont produits avec une énergie d'excitation plus faible (~10 à 20 MeV), ce qui réduit la probabilité d'une fission subséquente ; de tels noyaux se relaxent jusqu'à leur état fondamental en n'émettant qu'un ou deux neutrons.

L'utilisation de cibles plus légères a cependant pour inconvénient de produire des nucléides ayant un rapport neutron/proton trop faible pour permettre l'observation d'isotopes d'éléments situés au-delà du flérovium (élément 114), de sorte que la fusion chaude est la seule méthode permettant d'accéder à de tels noyaux, a fortiori sur la 8e période.

### Application aux éléments 119 et 120
La synthèse des éléments 119 et 120 implique de maîtriser à la fois la section efficace extraordinairement faible des réactions produisant ces nucléides et la période radioactive très brève de ces isotopes, vraisemblablement de quelques microsecondes, ce qui est à peine suffisant pour leur permettre d'atteindre les détecteurs. Les isotopes de l'élément 120 présenteraient en effet une demi-vie par désintégration α de l'ordre de quelques microsecondes,.
Jusqu'à présent, la synthèse d'éléments superlourds s'est trouvée grandement facilitée par deux facteurs qualifiés de silver bullets en anglais, c'est-à-dire d'aides inespérées :
- d'une part la déformation des couches nucléaires du hassium 270, ce qui accroît la stabilité des nucléides voisins ;
- d'autre part l'existence du calcium 48, projectile particulièrement riche en neutrons et malgré tout quasiment stable qui a permis de produire des nucléides lourds tout en limitant leur énergie d'excitation.

Ces facteurs seront malheureusement inopérants dans le cas de l'élément 120. En effet, les isotopes produits de cette façon présentent malgré tout un déficit de neutrons par rapport à ceux conjecturés dans l'îlot de stabilité. Mais surtout, produire de l'élément 120 avec du 48Ca impliquerait d'utiliser des cibles en fermium 257 :
48
20Ca + 257
100Fm → 305
120Ubn*.
Or on ne dispose que de quelques picogrammes de fermium, alors qu'on peut produire des milligrammes de berkélium et de californium ; de telles cibles en fermium présenteraient de surcroît avec le 48Ca un rendement inférieur à une cible en einsteinium pour produire l'élément 119,. Il faut donc utiliser des projectiles plus lourds que le 48Ca, ce qui a pour inconvénient de conduire à des réactions de fusion plus symétriques, qui sont plus froides et présentent moins de chances de succès.

### Tentatives de synthèse
À la suite de leur succès obtenu avec la synthèse de l'oganesson à partir 249Cf et de 48Ca, l'équipe du Joint Institute for Nuclear Research (JINR) à Dubna, en Russie, a tenté une expérience semblable à partir de 58Fe et de 244Pu en mars-avril 2007. L'expérience n'a permis de détecter aucun atome d'élément 120 dans une limite de 400 fb de section efficace à l'énergie atteinte (1 femtobarn = 10–39 cm2, soit 10–25 nm2).
58
26Fe + 244
94Pu → 302
120Ubn* → échec.
En avril 2007, le GSI de Darmstadt, en Allemagne, a tenté une expérience semblable avec du 64Ni sur une cible de 238U :
64
28Ni + 238
92U → 302
120Ubn* → échec.
Là encore, aucun atome d'élément 120 n'avait pu être détecté dans une limite de 1,6 pb de section efficace à l'énergie atteinte. Le GSI a répété l'expérience en avril-mai 2007, janvier-mars 2008 et septembre-octobre 2008, toujours sans succès dans une limite de 90 fb de section efficace. Après avoir modifié leurs installations pour pouvoir utiliser des cibles plus radioactives, les chercheurs du GSI tentèrent une fusion plus asymétrique en juin-juillet 2010, puis à nouveau en 2011 :
54
24Cr + 248
96Cm → 302
120Ubn* → échec.
On avait calculé que ce changement de réaction devait quintupler la probabilité de formation d'élément 120, dans la mesure où le rendement de ces réactions dépend fortement de leur caractère asymétrique. Trois signaux corrélés ont été observés en accord avec l'énergie de désintégration α prédite pour le 299120 et pour son nucléide fils 295Og, ainsi que celle déterminée expérimentalement pour son petit-fils 291Lv ; la demi-vie de ces signaux était cependant bien plus longue qu'attendue, et ces résultats n'ont pu être confirmés. Cette expérience a également été étudiée par l'équipe du RIKEN, au Japon
En août-octobre 2011, une nouvelle équipe au GSI a tenté une réaction davantage asymétrique avec l'instrument TASCA :
50
22Ti + 249
98Cf → 302
120Ubn* → échec.
En raison de sa plus grande asymétrie, la réaction entre le 50Ti et le 249Cf devait être la plus favorable pour produire de l'élément 120, bien qu'elle soit assez froide. Là encore, aucun atome de cet élément ne fut détecté, pour une section efficace de 200 fb. La section efficace maximum pour produire de l'élément 120 ayant été calculée à 0,1 fb, contre 20 fb pour l'élément 119, et 30 fb pour la plus petite section efficace obtenue dans une réaction de synthèse d'un nucléide par fusion (en l'occurrence la réaction 209Bi(70Zn,n)278Nh), il apparaît que la synthèse de l'élément 119 est à l'extrême limite des technologies actuelles, et celle de l'élément 120 passera par le développement de nouvelles méthodes.
Une communication du CNRS a fait état en 2008 de l'observation de noyaux d'élément 120 au GANIL,, en France. Cette équipe a bombardé une cible de nickel naturel avec des ions d'uranium 238 pour étudier la période radioactive de fission spontanée des noyaux composés obtenus :
238
92U + naturel
28Ni → 296, 298, 299, 300, 302
120Ubn* → fission.
Cette méthode permet également d'évaluer l'influence de la saturation des couches nucléaires sur la durée de vie de divers noyaux superlourds, afin de situer précisément le prochain nombre magique à découvrir (Z = 114, 120, 124 ou 126). Les résultats obtenus ont montré que les noyaux composés avaient une énergie d'excitation élevée, de l'ordre de 70 MeV, et subissaient des fissions avec une période mesurable supérieure à 10–18 s. Bien que très brève, le fait que cette période puisse être mesurée indique l'existence d'un effet stabilisateur mesurable pour Z = 120. À des énergies d'excitation plus faibles, cet effet stabilisateur pourrait permettre d'observer des demi-vies de fission bien plus longues. Dans la mesure où des observations semblables ont été faites pour l'élément 124 mais pas pour le flérovium (élément 114), cela tend à indiquer que le prochain nombre magique de protons se situe au-delà de 120,.

## Culture populaire
- Dans la série Halo : Nightfall, l'élément ayant servi à une attaque radiologique Covenante contre une colonie humaine est décrit comme étant très proche de l'élément 120, mais avec une transmutation inédite.
- Dans le téléfilm Tempête de météorites, l'élément 120 attire toutes les météorites tombant dans la baie de San Francisco.